# Nar O Nay
Nar O Nay è un film del 1989 diretto da Saeed Ebrahimifar.

## Riconoscimenti
- 1990 - International Istanbul Film Festival
  - Tulipano d'Oro